# Unabhängigkeitspartei (Island)
Die Unabhängigkeitspartei (isländisch Sjálfstæðisflokkurinn, auch übersetzt als Selbständigkeitspartei) ist die nach Mitgliederzahlen größte Partei Islands und verfolgt eine liberal-konservative Politik. 2011 schloss sie sich der Allianz der Europäischen Konservativen und Reformer (AEKR), der heutigen Partei Europäische Konservative und Reformer (EKR), an, aus der sie 2021 austrat.

## Geschichte

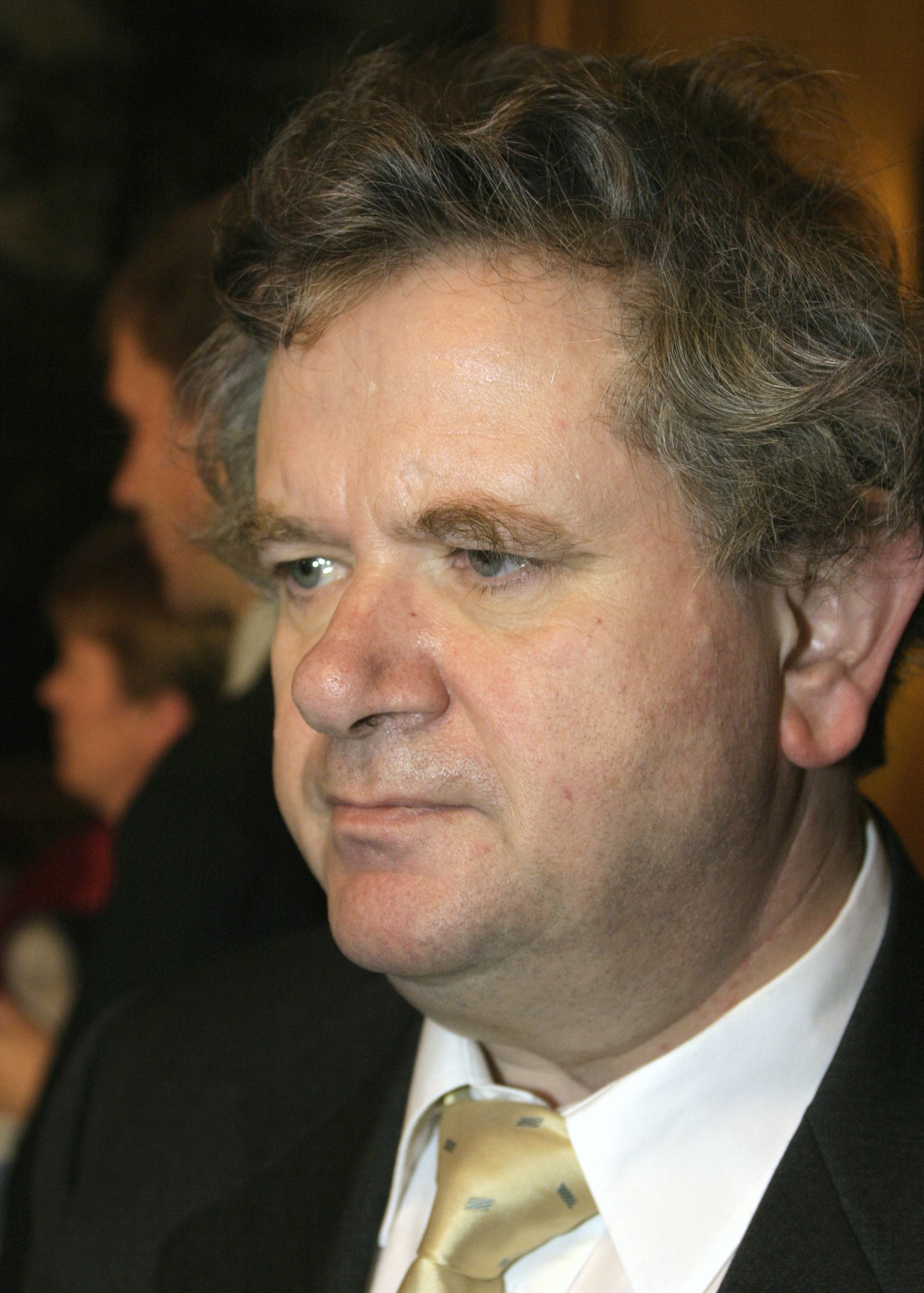
Davíð Oddsson, Parteivorsitzender 1991–2005

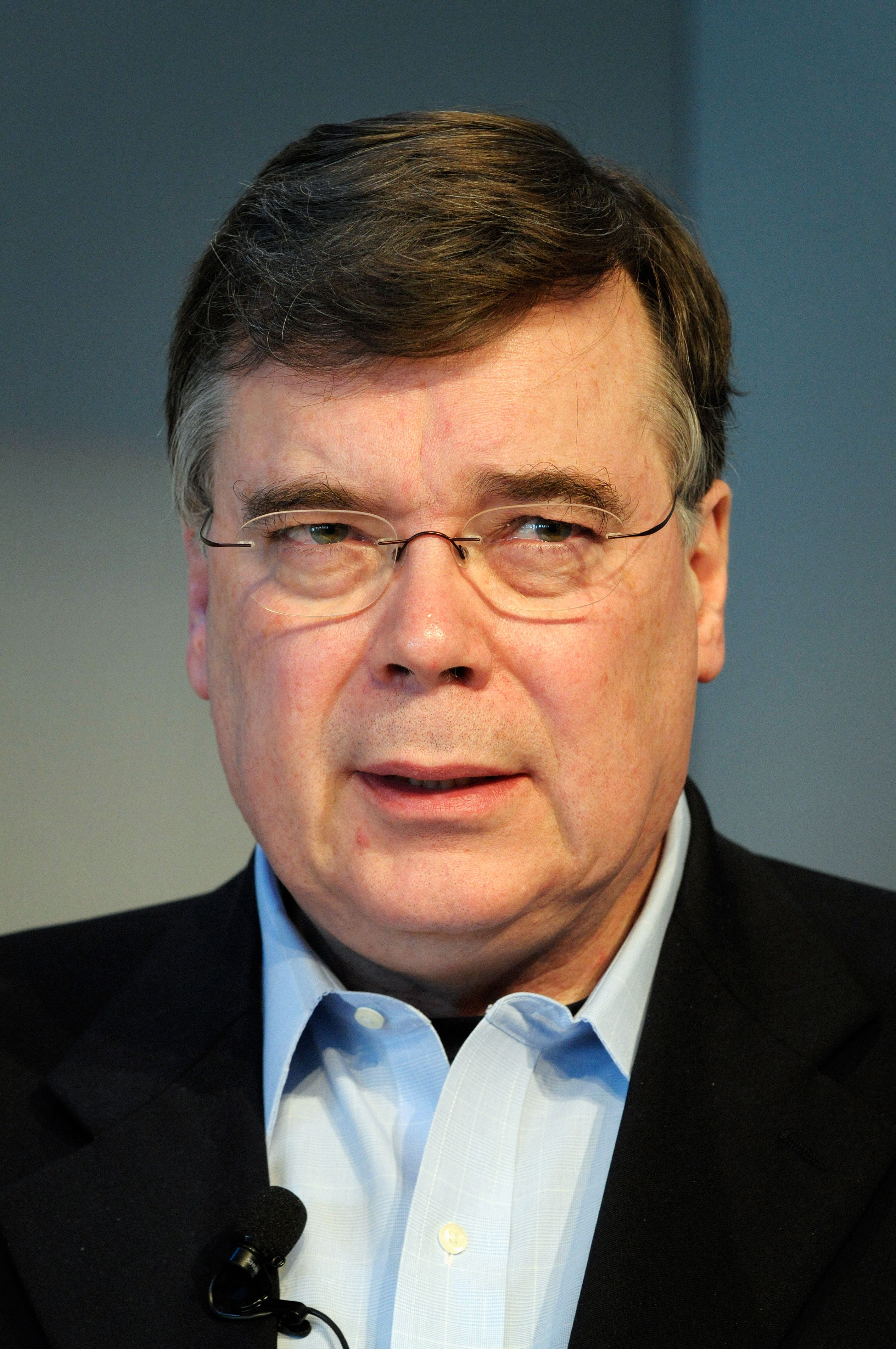
Geir H. Haarde, Parteivorsitzender 2005–2009

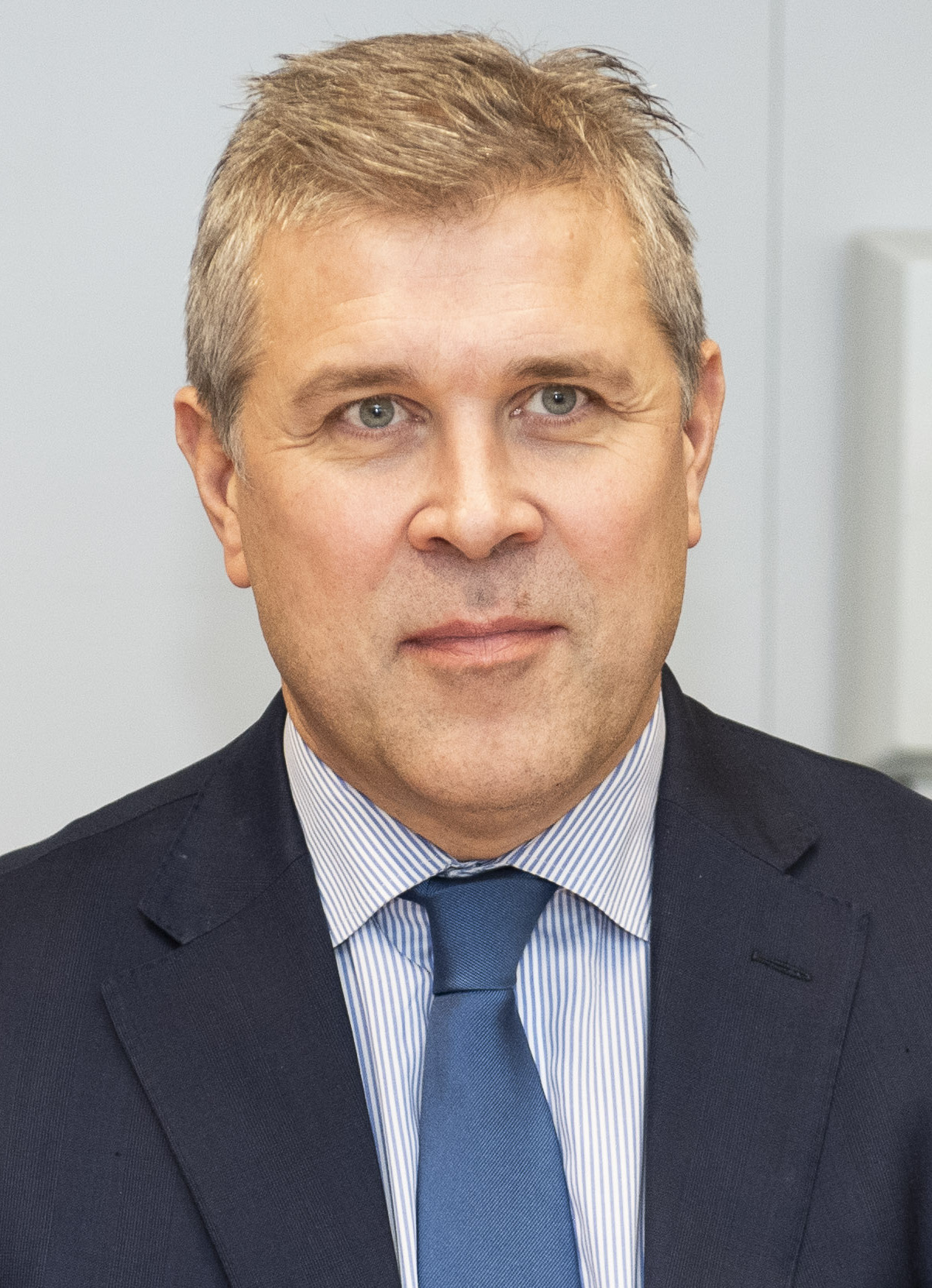
Bjarni Benediktsson, Parteivorsitzender 2009–2025

Die Partei wurde 1929 gegründet. Zwischen 1944 und 2009 war sie mit jeweils 27 bis 40 % der Stimmen die stärkste Kraft im Land, war jedoch weder ständig in der Regierungsverantwortung noch jemals zu einer Alleinregierung fähig. Der langjährige Ministerpräsident und Parteiführer Davíð Oddsson wurde Ende 2005 von Geir Hilmar Haarde abgelöst, der sein Amt 2009 an Bjarni Benediktsson übergab.
Bei den Wahlen im Mai 2007 erhielt die Partei 36,6 Prozent der Wahlstimmen (+2,9 Prozent) und erreichte 25 Sitze (+3). Sie gab daraufhin die bestehende Koalition mit der Fortschrittspartei zugunsten einer Großen Koalition mit der Allianz auf.
In den Jahren der Regierungsbeteiligung konnte Island bis 2007 stets ein Wirtschaftswachstum verzeichnen. In einer Statistik des Wall Street Journals, in welchem die wirtschaftliche Freiheit der Länder eingeschätzt wird, konnte sich Island bis zum Jahr 2006 auf Platz 5 vorarbeiten. Nach den Protesten infolge der Finanzkrise trat die Regierung unter Premier Geir Haarde zurück. Bei der daraufhin angesetzten Neuwahl im April 2009 musste die Partei starke Verluste hinnehmen und rutschte auf den zweiten Platz ab. Sie war seitdem in der Opposition.
Bei der Wahl im Jahr 2013 wurde die Unabhängigkeitspartei die stärkste Kraft und bildete wieder eine Regierungskoalition mit der Fortschrittspartei. Da diese Koalition bei der vorgezogenen Parlamentswahl vom 29. Oktober 2016 durch das schlechte Resultat der Fortschrittspartei ihre Mehrheit verlor, die Unabhängigkeitspartei aber stärkste Partei blieb, wurde ihr Vorsitzender Bjarni Benediktsson vom isländischen Staatspräsidenten mit der Regierungsbildung beauftragt. Sein Versuch, eine Koalition mit Viðreisn und Björt framtíð zu bilden, kam erst nach über zwei Monaten, in denen die bisherige Regierung die Geschäfte kommissarisch weiterführte und auch anderen Parteien keine Regierungsbildung gelang, im Januar 2017 zustande. Die Koalition brach bereits im September 2017 wieder auseinander, da Björt framtíð diese aus Protest gegen das Verhalten der Unabhängigkeitspartei in einem politischen Skandal verlassen hatte.
In der Folge kam es wieder zu einer vorgezogenen Neuwahl, nach der die Unabhängigkeitspartei zwar stärkste Kraft blieb, aber auch den größten Sitzverlust erlitten hatte, und keine Partner für eine Koalition unter ihrer Führung finden konnte. Sie war seit dem 30. November 2017 Partner in einer von der Links-Grünen Bewegung geführten Koalition aus Links-Grünen, Unabhängigkeitspartei und Fortschrittspartei unter Premierministerin Katrín Jakobsdóttir (Links-Grüne). Bjarni Benediktsson war in dieser Koalition zunächst Finanzminister, später kurzzeitig Außen- und zuletzt als Nachfolger von Katrín Jakobsdóttir, die bei der Präsidentschaftswahl 2024 kandidierte, Premierminister. Nach dem vorzeitigen Ende dieser Koalition und einer vorgezogenen Parlamentswahl im Herbst 2024, bei der die Unabhängigkeitspartei das schlechteste Resultat ihrer Geschichte zu verzeichnen hatte, wurde mit dem Kabinett Kristrún Frostadóttir eine Regierung  unter Führung der sozialdemokratischen Allianz ohne Beteiligung der Unabhängigkeitspartei gebildet.
Am 6. Januar 2025 kündigte Bjarni Benediktsson seinen Rücktritt vom Parteivorsitz an. Als neue Vorsitzende gewählt wurde am 2. März 2025 Guðrún Hafsteinsdóttir.
Die Partei wird von der wichtigsten Tageszeitung Islands, dem Morgunblaðið, unterstützt.

## Politische Positionen
Die Partei gilt als starke Befürworterin der NATO, steht jedoch einem EU-Beitritt ablehnend gegenüber. Die Partei änderte ihre Position Ende März 2009 dahingehend, dass zuerst ein Referendum über die Aufnahme von Beitrittsgesprächen und nach deren Abschluss eine weitere Volksabstimmung über die Annahme der von der EU angebotenen Bedingungen abgehalten werden solle. 2013 kündigte die Regierungskoalition aus Unabhängigkeitspartei und Fortschrittspartei jedoch an, das EU-Beitrittsgesuch zurückzuziehen, was sie 2015 auch umsetzte, ohne eine Volksabstimmung durchgeführt zu haben. Dies gilt als Motivation für die Gründung der EU-freundlichen Partei Viðreisn, die in den Medien als Abspaltung der Unabhängigkeitspartei beschrieben wird.
In Wirtschaftsfragen tritt die Partei für freie Marktwirtschaft ein. Als der Ökonom Milton Friedman 1984 Island besuchte, beeindruckte er die intellektuellen Kreise (u. a. auch Davíð Oddsson) in der Unabhängigkeitspartei, die sich seither für Privatisierung von Staatsbetrieben, niedrige Steuern, weniger Staatsausgaben, eine Liberalisierung des Devisentransfers und Kapitalmarktes und die Streichung aller Subventionen starkmacht.

## Wahlergebnisse
Bei den im April 2009 abgehaltenen Wahlen verlor die Partei knapp 13 Prozent der Stimmen und war nicht mehr stärkste Kraft im Althing. Bei den im April 2013 abgehaltenen Wahlen konnte sie jedoch die Verluste teilweise wiedergutmachen und wurde erneut stärkste Kraft im Parlament. Nach einem weiteren Erfolg und Sitzgewinnen 2016 verlor sie 2017 mehrere Sitze. In der Parlamentswahl vom 25. September 2021 konnte die Unabhängigkeitspartei mit einem gegenüber 2017 fast unveränderten Stimmenanteil ihre 16 Sitze im Althing halten. Bei der vorgezogenen Wahl vom 30. November 2024 kam die Partei noch auf 19,4 % der Wählerstimmen und damit das schlechteste Resultat ihrer Geschichte. Ihr Ergebnis war nie zuvor unter 20 % gelegen. Sie erhielt 2024 14 Sitze im Parlament.
| Jahr | Stimmen | Prozent | +/−     | Sitze | +/− |
| ---- | ------- | ------- | ------- | ----- | --- |
| 1995 | 61.183  | 37,1 %  | −1,7 %  | 25    | −1  |
| 1999 | 67.513  | 40,7 %  | +3,6 %  | 26    | +1  |
| 2003 | 61.701  | 33,7 %  | −7,0 %  | 22    | −4  |
| 2007 | 66.749  | 36,6 %  | +2,9 %  | 25    | +3  |
| 2009 | 44.369  | 23,7 %  | −12,9 % | 16    | −9  |
| 2013 | 50.454  | 26,7 %  | +3,0 %  | 19    | +3  |
| 2016 | 54.990  | 29,0 %  | +2,3 %  | 21    | +2  |
| 2017 | 49.543  | 25,2 %  | −3,8 %  | 16    | −5  |
| 2021 | 48.708  | 24,4 %  | −0,8 %  | 16    | ±0  |
| 2024 | 41.143  | 19,4 %  | −5 %    | 14    | −2  |